# José de Faria Pinho e Vasconcelos Soares de Albergaria
José de Faria Pinho e Vasconcelos Soares de Albergaria ComC (Leiria, Santa Catarina da Serra, Quinta do Salgueiro, 23 de Agosto de 1838 - Leiria, Leiria, 16 de Julho de 1915), 2.º Barão do Salgueiro, foi um político português.

## Família
Filho primogénito de Manuel José de Pinho Soares de Albergaria, 1.º Barão do Salgueiro, e de sua mulher Maria Benedita de Faria Pereira de Vasconcelos.

## Biografia
Bacharel formado em Direito pela Faculdade de Direito da Universidade de Coimbra, era Fidalgo Cavaleiro da Casa Real (Alvará de 3 de Setembro de 1864), Comendador da Ordem de Cristo, e foi Deputado da Nação pelo Círculo Eleitoral de Leiria, Governador Civil do Distrito de Leiria e Vogal da Junta Geral do respetivo Distrito, etc. Filiado no Partido Reformista e, depois do Pacto da Granja, no Partido Progressista, foi o seu Chefe incontestado em Leiria e figura de grande relevo pela sua grande integridade moral, respeitado por amigos e adversários políticos, tendo consagrado muita da sua atividade ao progresso da Cidade, onde viveu e gozou sempre de grande prestígio. A partir de 1865 foi repetidas vezes eleito Deputado. Durante uma das Legislaturas em que foi Deputado nomeou-o o Governo de então Governador Civil do Distrito de Castelo Branco, mas não chegou a tomar posse do cargo por optar pela sua permanência no Parlamento. Nos últimos anos da sua vida estava completamente cego, o que o não impediu de continuar a dirigir a política local do seu Partido, até à Proclamação da República.
O título de 2.º Barão do Salgueiro foi-lhe renovado por Decreto de D. Luís I de Portugal de 17 de Junho de 1869.

## Casamento
Casou a 16 de Abril de 1874 com Luísa da Silva de Ataíde (30 de Dezembro de 1855 - antes de 1938), filha de João Carlos da Silva de Ataíde (Leiria, Leiria, 17 de Fevereiro de 1821 - ?), Fidalgo Cavaleiro da Casa Real, por sucessão a seus maiores, da Casa do Terreiro, em Leiria, e neto materno por bastardia do 1.º Barão de Quintela, e de sua mulher (14 de Fevereiro de 1855) Gertrudes Magna da Silva Neves (16 de Maio de 1823 - 20 de Dezembro de 1871), única herdeira de seus pais à morte de seu irmão mais velho menor Miguel Luís da Silva de Ataíde, sem geração.